# Jacques Rogge
Jacques Rogge (2. května 1942 Gent – 29. srpna 2021) byl belgický ortoped, sportovec a předseda Mezinárodního olympijského výboru v letech 2001–2013.
V letech 1968, 1972 a 1976 reprezentoval Belgii v jachtingu na letních olympiádách. Byl také členem belgického ragbyového týmu.
V letech 1989 až 1992 byl Rogge předsedou Belgického olympijského výboru a 1989–2001 také předsedou Evropského olympijského výboru. Členem MOV se stal roku 1991, ve výkonné radě zasedal od roku 1998. Belgickým králem Albertem II. byl povýšen do šlechtického stavu.
Roku 2001 byl Rogge zvolen za nástupce Juana Antonia Samaranche, který vedl MOV od roku 1980. V letech 2005 a 2009 byl Rogge znovuzvolen na další čtyřletá funkční období.
Základním programem politiky Jacquese Rogga bylo omezit počet sportovců na olympiádách na přibližně 10 000. Rogge se zároveň vyjádřil, že nebude tolerovat korupci a doping. V roce 2002 (na Zimní olympiádě v Salt Lake City) se Rogge stal prvním předsedou MOV ubytovaným v olympijské vesnici.
Během Roggova vedení byly z olympiády vyloučeny sporty baseball a softbal. Toto rozhodnutí nabylo platnosti od letních olympijských her 2012 v Londýně.

## Vyznamenání
- rytíř velkokříže Řádu zásluh o Italskou republiku – Itálie, 6. března 2006[3]
- velkokříž Řádu za zásluhy Litvy – Litva, 10. ledna 2006[4]
- Řád knížete Jaroslava Moudrého III. třídy – Ukrajina, 29. září 2006 – udělil prezident Viktor Juščenko za vynikající osobní přínos pro rozvoj a popularizaci sportu, pomoc při rozvoji olympijského hnutí na Ukrajině[5]
- velká čestná dekorace ve zlatě s hvězdou Čestného odznaku Za zásluhy o Rakouskou republiku – Rakousko, 2008[6]
- Řád společníků O. R. Tamba ve zlatě – Jihoafrická republika, 27. dubna 2010[7]
- Řád za zásluhy – Ukrajina, 16. prosince 2010 – udělil prezident Viktor Janukovyč za důležitý přínos k rozvoji a propagaci olympijského hnutí na Ukrajině[8]
- Velký řád královny Jeleny – Chorvatsko, 20. července 2011 – udělil prezident Ivo Josipović za mimořádné a výjimečné zásluhy o budování dobrých vztahů mezi Chorvatským olympijským výborem a dalšími národního olympijskými výbory a mezinárodního sportovními organizacemi a za zvyšování dobré pověsti chorvatského sportu i republiky ve světě[9]
- Řád přátelství – Rusko, 25. srpna 2011 – za přínos k posílení spolupráce v oblasti tělesné kultury a sportu s Ruskou federací
- důstojník Řádu čestné legie – Francie, 21. prosince 2011 – udělil prezident Nicolas Sarkozy
- velkodůstojník Řádu Leopoldova – Belgie, 2012
- velkokříž Řádu koruny – Belgie, 25. září 2013[10]
- čestný rytíř komandér Řádu svatého Michala a svatého Jiří – Spojené království, 2014
- komtur Řádu Oranžsko-nasavského – Nizozemsko, 26. listopadu 2012 – udělila královna Beatrix Nizozemská[11]
- velkokříž Řádu Adolfa Nasavského – Lucembursko, 2. března 2015[12]